# Václav Velebný
Václav Velebný (někdy Waclaw Welebny, Вацлав Велебни nebo Vaclav Velebni 1861–1931 Plovdiv) byl bulharský fotograf českého původu. Byl majitelem fotografických ateliérů v Plovdivu, Sofii a Staré Zagoře.

## Životopis
Václav Velebný se narodil 25. listopadu 1861 v rumunském městě Krajova v rodině českého emigranta. V rodném městě studoval střední školu. Poté se věnoval umělecké fotografii.
Po dva roky se mu v Bukurešti stal učitelem dvorní fotograf a malíř, přední evropský fotograf Carol Popp de Szathmári (1812–1887).
V roce 1880 přijal místo ve fotografickém ateliéru německého fotografa Baura v bulharském městě Ruse. Později jej oslovili bratři Karastojanové, přední bulharští fotografové s tím, aby jim modernizoval sofijský fotoateliér.
V ateliéru bratří Karastojanových působil Václav Velebný až do roku 1902, kdy přesídlil do Plovdivu, kde zakoupil ateliér řecko-bulharského fotografa Dimitara Kavry (1835–1908), který přesídlil do Athén.
V roce 1929 v Plovdivu oslavil padesát let fotografické kariéry Bulharsku.
V roce 1921 portrétoval historika a archeologa Borise Djakoviče (1868–1937) u příležitosti 20. výročí jeho inaugurace na post ředitele Národní knihovny a muzea (1901–1932). Djakovič byl také zakladatelem Archeologické společnosti v Plovdivu a měl mimořádné zásluhy o přeměnu Národní knihovny a muzea v Evropský kulturní institut. Mezi dalšími osobnostmi, které portrétoval patřili například: Stefan Vulčev, Bojanka Christova Miladinova nebo Nikola Pisarov.
Velebného fotografie jsou ve sbírkách Národní knihovny Ivana Vazova v Plovdivu. Dalším českým fotografem, který působil v Bulharsku byl například Josef Bureš.

## Galerie

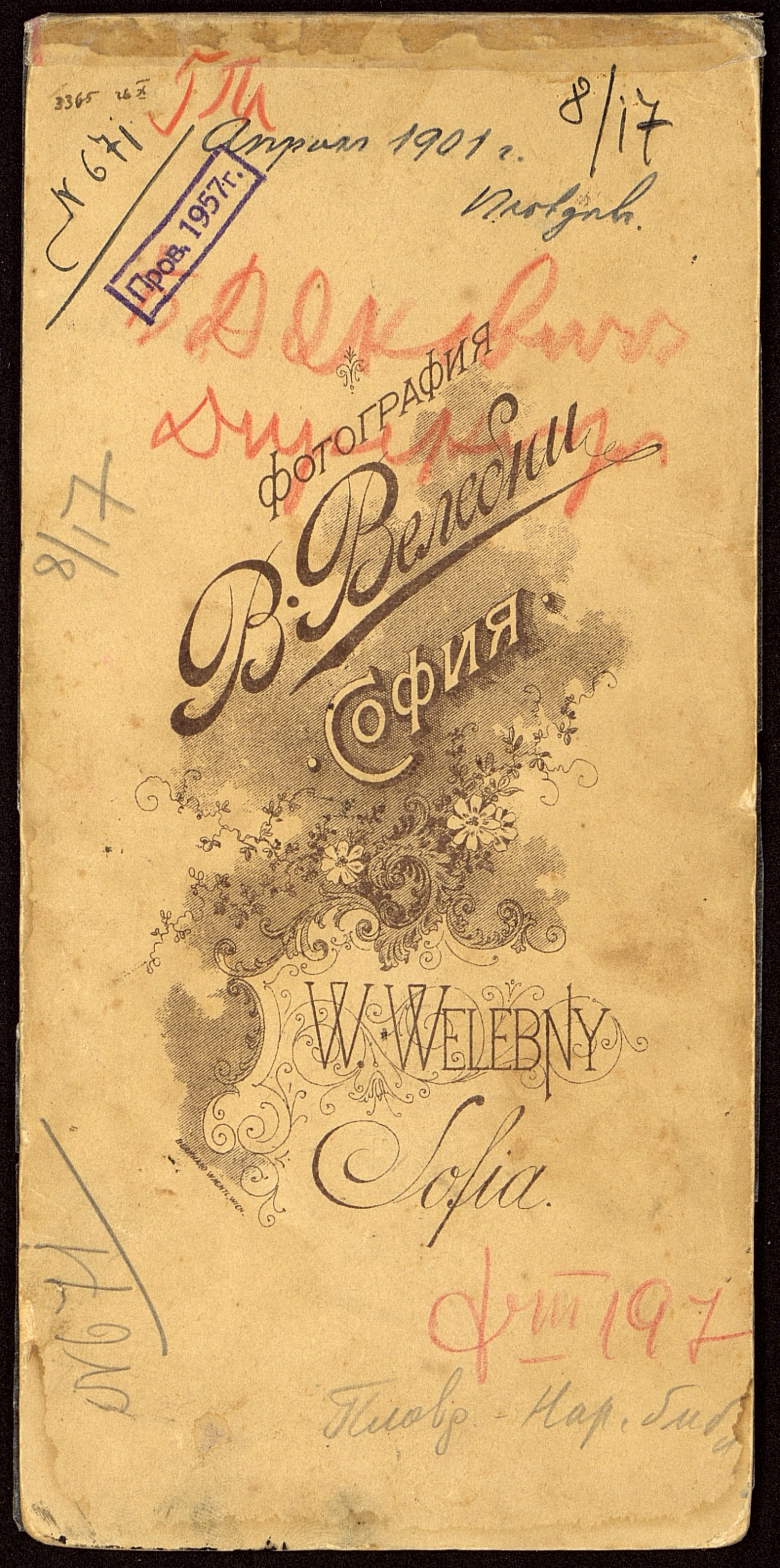
Reverzní strana fotografie s firemním logem ateliéru, sbírka Národní knihovny Ivana Vazova
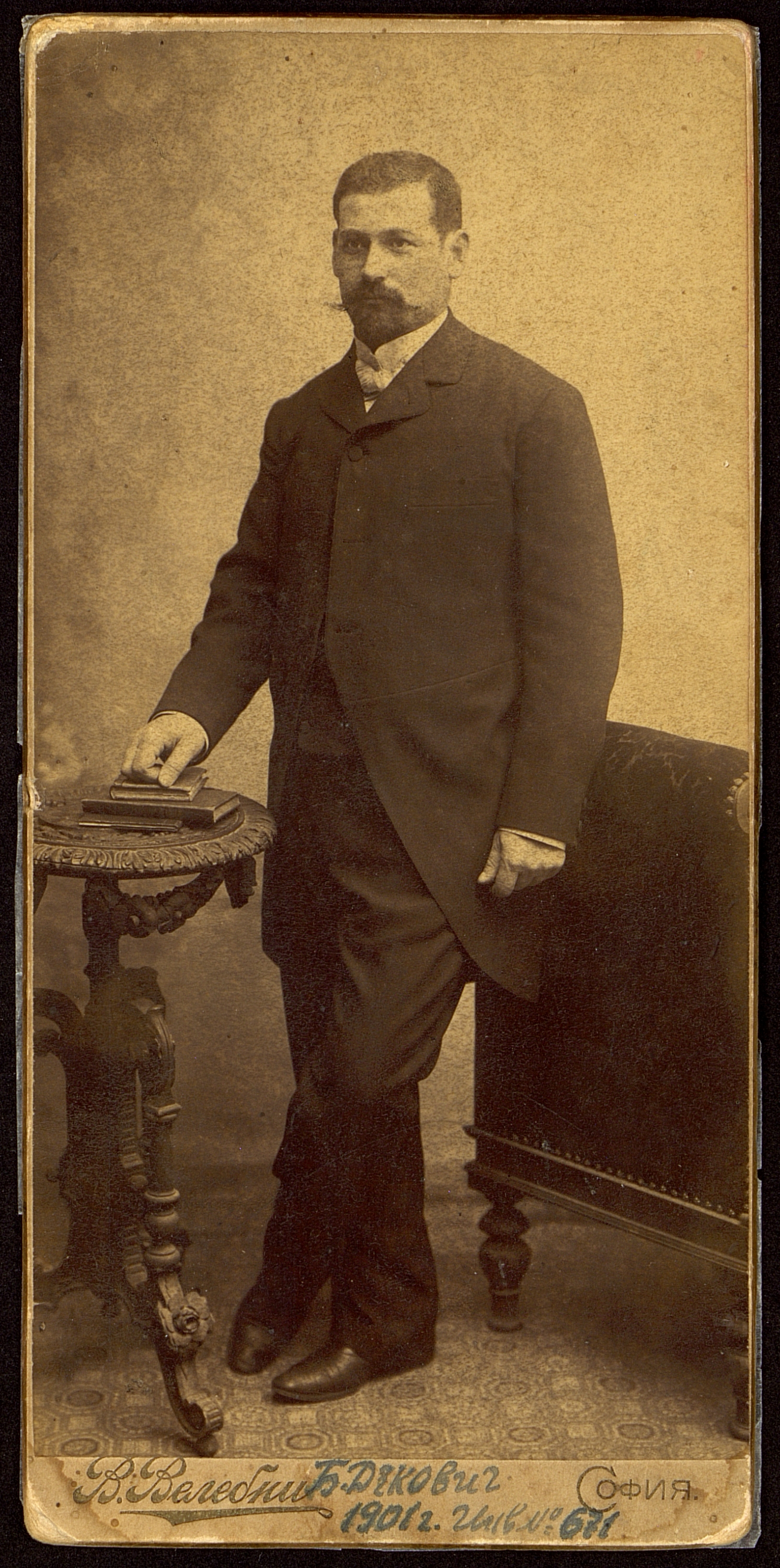
Boris Djakovič, ředitel Národní knihovny a muzea, 4. dubna 1901
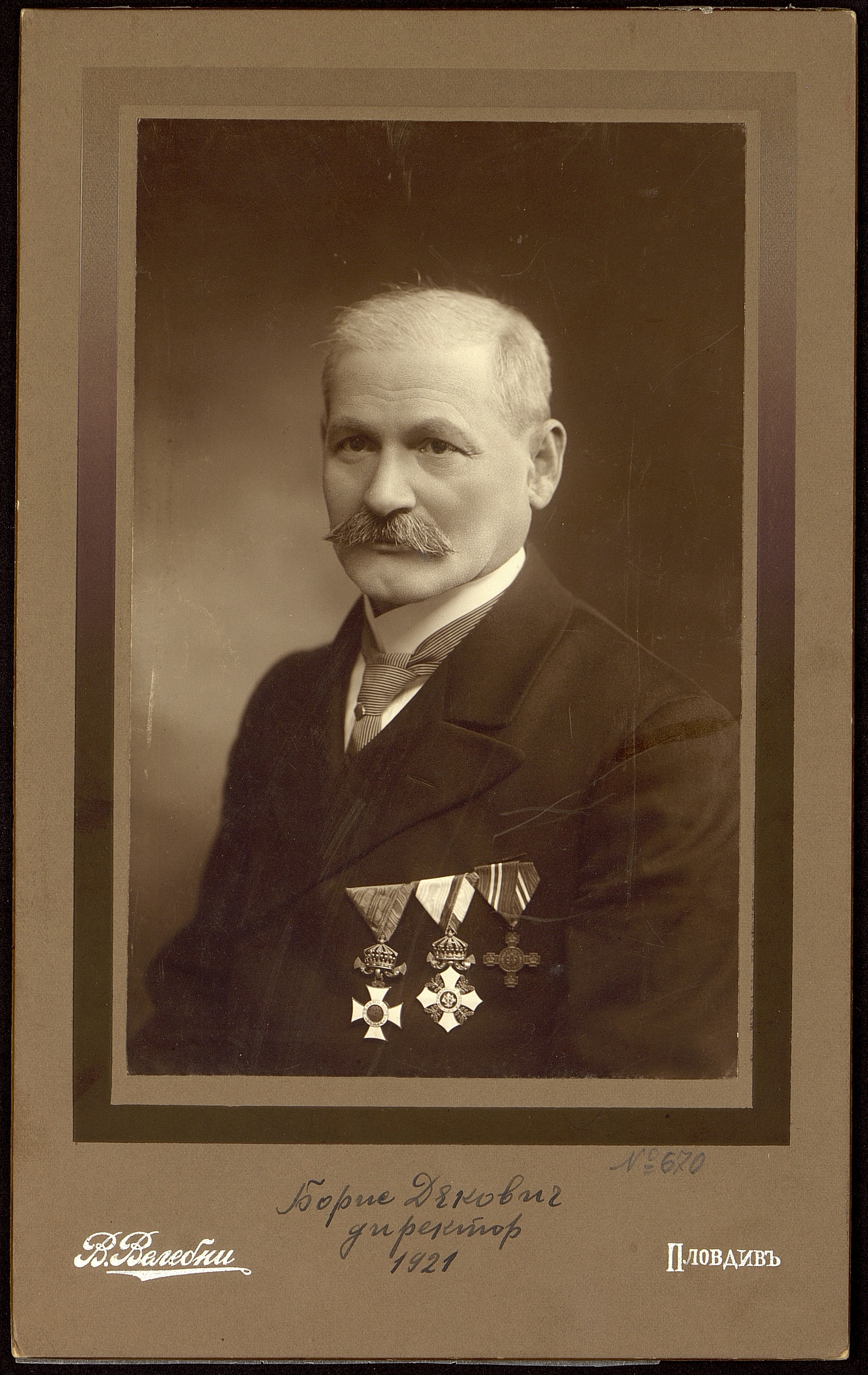
Boris Djakovič, 1921
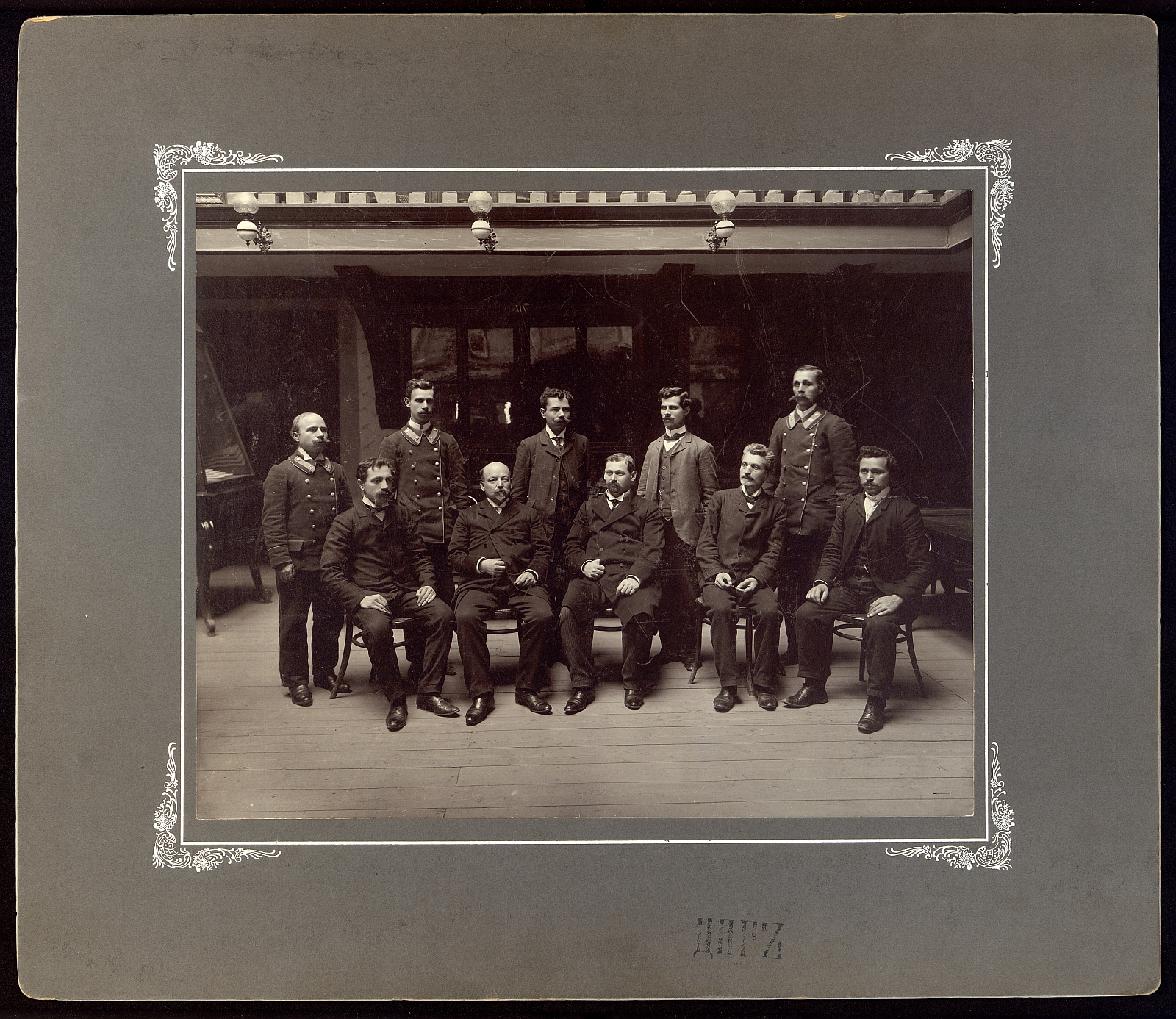
Zaměstnanci Národní knihovny Ivana Vazova, říjen 1907
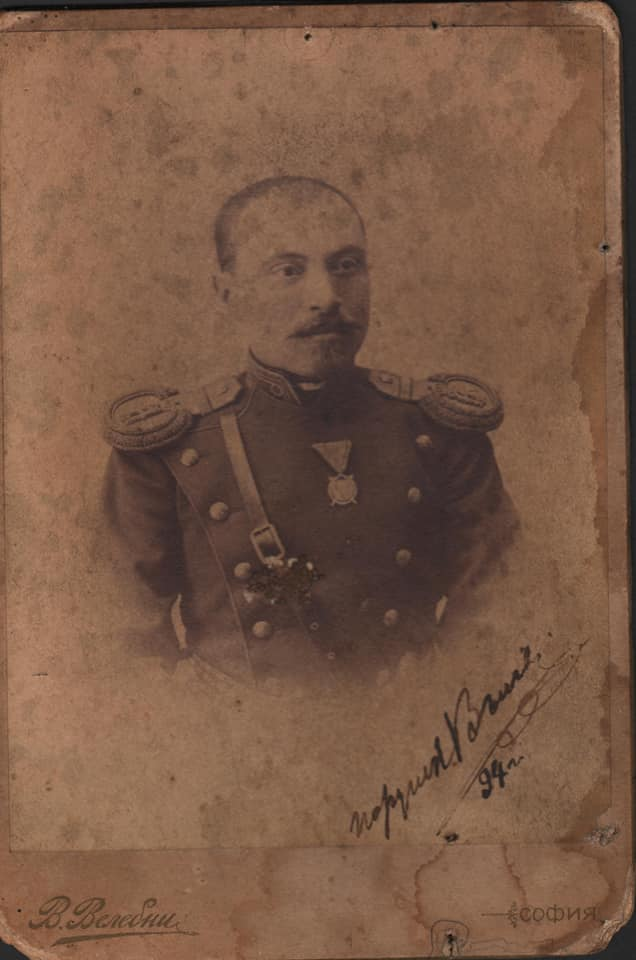
Stefan Vulčev (poručík)
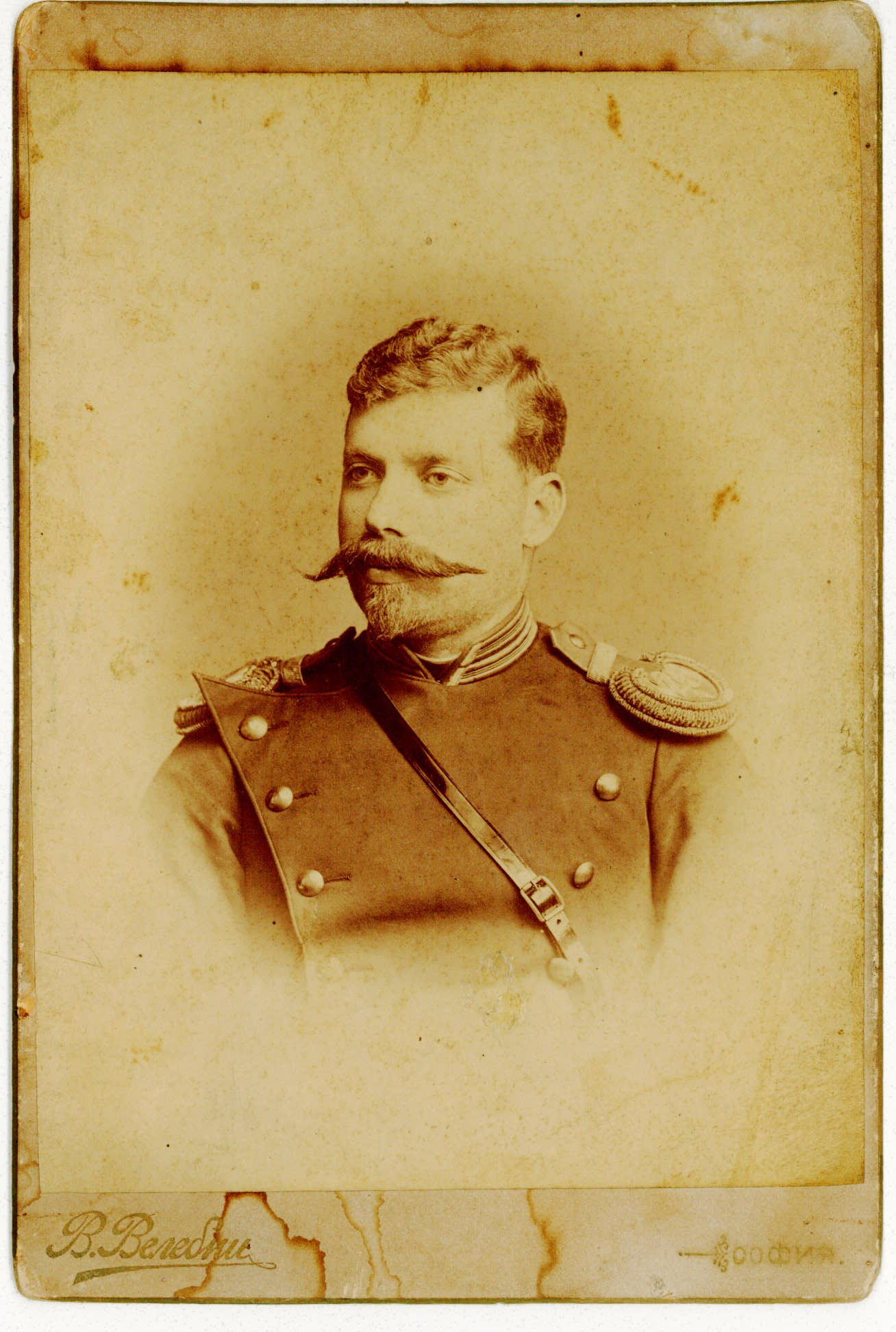
Nikola Pisarov
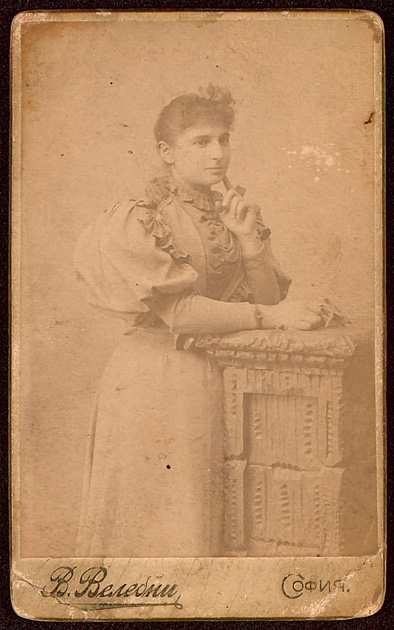
Bojanka Christova Miladinova, učitelka a vychovatelka, 12. května 1898
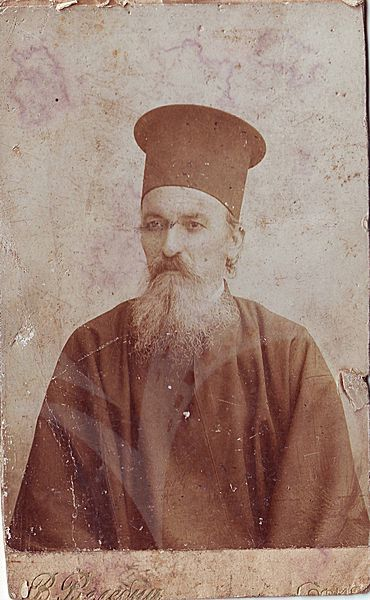
Bulharský kněz, Smilevo